# Armenia all'Eurovision Young Dancers
L'Armenia ha debuttato all'Eurovision Young Dancers nel 2003, partecipando per due edizioni. Debuttarono nell'edizione del 2003, L'ultima apparizione dell'Armenia al contest risale all'edizione del 2013.

## Partecipazioni
| Anno | Rappresentante    | Semifinale      | Finale |
| ---- | ----------------- | --------------- | ------ |
| 2003 | Avetik Karapetyan | Non Qualificato | -      |
| 2013 | Vahagn Margaryan† | Non Qualificato | -      |

## Morte di Vahagn Margaryan
Il 20 Novembre 2018, in seguito ad un incidente in macchina, il ballerino classico Vahagn Margaryan è deceduto all'età di 23 anni. Il ballerino che si esibiva con il Balletto e l'Opera di Yerevan, stava viaggiando in taxi sull'autostrada Yerevan-Ashtarak, quando il taxi fu coinvolto in un incidente. Venne trasportato d'urgenza all'ospedale di Yerevan non riuscendo però a sopravvivere.